# Copaxa charila
Copaxa charila är en fjärilsart som beskrevs av Jordan 1911. Copaxa charila ingår i släktet Copaxa och familjen påfågelsspinnare. Inga underarter finns listade i Catalogue of Life.